# Saint-Laurent-Lolmie
Saint-Laurent-Lolmie är en kommun i departementet Lot i regionen Occitanien i södra Frankrike. Kommunen ligger i kantonen Montcuq som tillhör arrondissementet Cahors. År 2018 hade Saint-Laurent-Lolmie 180 invånare.

## Befolkningsutveckling
Antalet invånare i kommunen Saint-Laurent-Lolmie
| Referens: INSEE |